# Николай (Юрик)
Митрополит Николай (в миру Евгений Николаевич Юрик; 6 декабря 1910, село Коростов, Галиция — 1 октября 1984, Львов) — епископ Русской православной церкви, митрополит Львовский и Тернопольский.

## Биография
Родился 6 декабря 1910 года в село Коростов в Галиции (ныне Стрыйский район Львовской области) в семье униатского священника.
В 1930 году окончил классическую гимназию и поступил в Познанский медицинский институт (Польша), затем перешёл в духовную академию во Львове.
В 1937 году окончил курс академии в Станиславе (ныне Ивано-Франковск). В том же году рукоположён во иерея Греко-католической церкви. Служил настоятелем церкви села Ганьковцы.
С 1938 года — законоучитель гимназии в города Коломыя и настоятель церкви в селе Воскресенцы Станиславовскоого воеводства.
С 1941 года — настоятель греко-католической церкви в селе Корнич Коломыйского района Станиславской области, затем в городе Черновцы (1944), в селе Пробежная (1945).
Участник Львовского Собора, проходившего 8-10 марта 1946 года, на котором перешёл в православие и был принят в общение с Московской Патриархией. Назначен настоятелем церкви св. Николая во Львове (1946). Начальник канцелярии Епархиального управления (1946).
В 1950 году был репрессирован.
С 1955 года — настоятель Преображенской церкви во Львове.
С 15 апреля 1957 года был секретарём архиепископа Львовского Палладия (Каминского).
8 октября 1965 года определён епископом Львовским и Тернопольским. 19 октября 1965 года пострижен в монашество, 21 октября архиепископом Таллинским и Эстонским Алексием (Ридигером) возведён в сан архимандрита.
31 октября 1965 года в Трапезном храме Троице-Сергиевой лавры хиротонисан во епископа Львовского и Тернопольского. Хиротонию совершали Патриарх Алексий I, митрополиты: Крутицкий и Коломенский Пимен (Извеков), Ленинградский и Ладожский Никодим (Ротов) и архиепископ Таллинский и Эстонский Алексий (Ридигер).
18 апреля 1966 года возведён в сан архиепископа с правом ношения креста на клобуке в связи с празднованием 20-летия Львовского Собора. Впоследствии организовал празднования 25-ти, 30-ти и 35-летия этого события.
Принимал участие в работе Всемирного Совета Церквей. Член комиссии Священного Синода по вопросам христианского единства (1969) и комиссии Священного Синода для подготовки Поместного Собора Русской Православной Церкви (1971).
17 июня 1971 года возведён в сан митрополита за деятельное участие в подготовке и проведении Поместного Собора.
23 ноября 1983 года ушёл на покой по состоянию здоровья.
Скончался 1 октября 1984 года. Похоронен на Яновском кладбище во Львове в семейной гробнице.

## Публикации
- Речь при наречении во епископа Львовского // Журнал Московской Патриархии. 1965. — № 12. — С. 17.
- Исповедник Православия протопресвитер д-р Гавриил Костельник // Журнал Московской Патриархии. 1966. — № 4. — С. 56-61.
- Торжество Православия на землях Львовско-Тернопольской епархии (речь на торжественном акте 23 апреля 1966 года) // Журнал Московской Патриархии. 1966. — № 6. — С. 15-21.
- Мирное сосуществование и революционное преобразование мира. Доклад на 1-й панельной дискуссии [Конференции представителей всех религий в СССР за сотрудничество и мир между народами] 2 июля 1969 года // Журнал Московской Патриархии. 1969. — № 10. — С. 37-44.
- Возрождение Святого Православия в западных областях Украины // Журнал Московской Патриархии. 1976. — № 9. — С. 10-12.
- Речь на торжественном акте [на праздновании 35-летия Львовского Собора 1946 года, Львов, 16 мая 1981 года] // Журнал Московской Патриархии. 1981. — № 10. — С. 13-15